# Bürogebäude Ulmenstraße 37–39

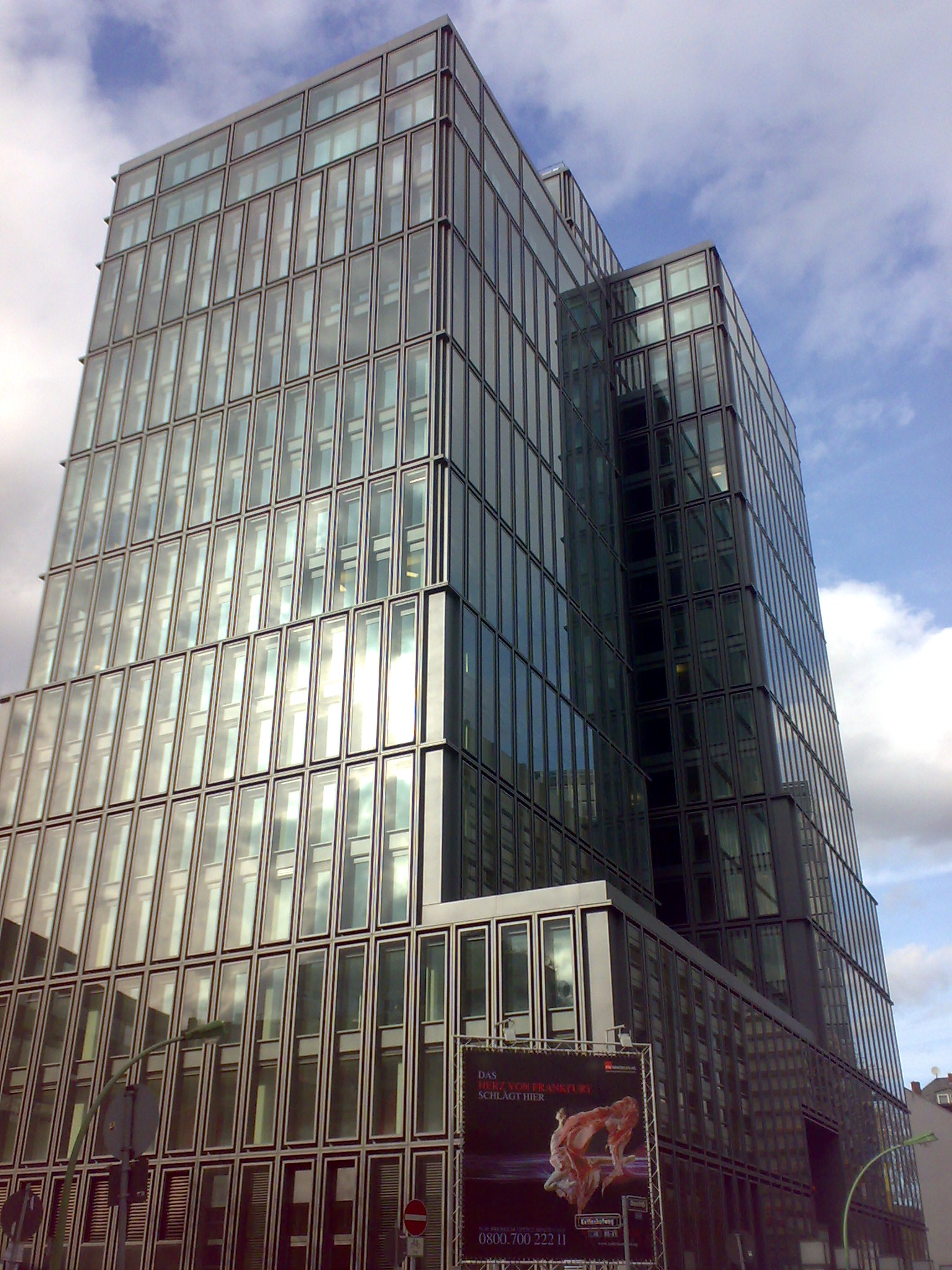
Ulmenstraße 37–39, Totale

Das Bürogebäude in der Ulmenstraße 37–39 (Ecke Kettenhofweg) ist eines der ersten Hochhäuser im Stadtteil Westend in Frankfurt am Main. Es trägt offiziell die Bezeichnung Romeo & Julia.

## Geschichte
Das Gebäude wurde 1971/72 zu Beginn des Frankfurter Häuserkampfs errichtet und trug nach dem damaligen Bauherrn Ignatz Bubis den Namen Bubis-Türme. Die Türme haben eine Höhe von 66,7 Metern und 18 Geschosse. Architekt war Richard Heil.

### Hintergrund
Der Bau von Hochhäusern im Westend war Teil der Stadtplanung. Der „Fünffingerplan“ sah den Bau von Hochhäusern an fünf Achsen vor. Der Kettenhofweg stellte eine dieser Achsen, quasi den „Zeigefinger“ der Hand dar. Das Hochhaus Ulmenstraße 37–39 war das erste Hochhaus, das anhand dieser Planung errichtet wurde. Die Proteste des Frankfurter Häuserkampfes verhinderten die weitere Umsetzung dieser Planung, sodass das Gebäude heute den Abschluss der Hochhausbebauung des Kettenhofwegs darstellt.
Das Gebäude gehört zur ersten Generation von Hochhäusern in Frankfurt. Im Westend war es nach dem Rhein-Main-Center (84 Meter) und dem BHF-Bank-Hochhaus (82 Meter) das dritthöchste Bürohochhaus. In Frankfurt gab es 1971 mit dem damaligen Shell-Hochhaus (später Büro Center Nibelungenplatz und heute City Gate) (110 Meter) und den beiden jeweils 80 Meter hohen Bürotürmen in der Bürostadt Niederrad (dem Arabella Center und dem Campus Tower) nur noch zwei Standorte mit höheren Bürohochhäusern. 1971 erlebte Frankfurt jedoch einen Bauboom, der die Skyline sichtbar veränderte. Neben den Bubis-Türmen wurden in diesem Jahr das Deutsche Bank Investment Banking Center Frankfurt (IBCF), das Turm-Center und der Access Tower eröffnet.

### Versteigerung und Übernahme
Nach Bubis’ Tod betrieben die finanzierenden Banken 2004 die Zwangsversteigerung des Hochhauses. Der Schätzwert von 80 Millionen Euro konnte jedoch nicht erzielt werden. Ersteigerer war 2005 die Astroterra Gesellschaft für Immobilienverwaltung mbH, eine Konzerngesellschaft der HypoVereinsbank. Gezahlt wurden rund 20,2 Mio. Euro. Die IFM Immobilien AG übernahm die Bürotürme im Jahr 2006  und unterzog die damals leer stehende Liegenschaft einer umfassenden Revitalisierung und Kernsanierung. Ende 2012 erwarb die Schweizer AFIAA Anlagestiftung für Immobilienanlagen im Ausland die Immobilie für rund 97 Mio. Euro.

## Daten
Das Gebäude besteht aus zwei Türmen und bietet insgesamt 14.500 m² Fläche für Büros und zwei Penthäuser. Der Schweizer Architekt Max Dudler entwarf das Gebäude. Dabei lehnte er sich an den klassischen Baustil der Chicagoer Schule an und stattete Romeo & Julia mit einer vorgehängten Metall-Glas-Doppelfassade aus.
Der Name Romeo & Julia steht sinnbildlich für die Architektur des Gebäudes: Die beiden Bürotürme – ein kleinerer und ein größerer – sind über einen Sockel miteinander verbunden. Romeo & Julia wurde 2010 in der Kategorie Refurbished Office Buildings für den MIPIM-Award nominiert.